# 孔滩镇
孔滩镇是中华人民共和国四川省宜宾市翠屏区下辖的一个镇。
2018年6月19日，国务院批复同意四川省调整宜宾市部分行政区划，将原宜宾县的孔滩镇划归翠屏区管辖。
2019年8月，撤销孔滩镇，将其所属行政区域划归白花镇管辖。

## 行政区划
孔滩镇下辖以下村级行政区划单位：
孔滩社区、白龙社区、三星村、江湾村、仁艾村、六乡村、孔滩村、玉家村、大沱村、吴场村、金凤村、大佛村、金场村、杨桥村、互和村、龙华村、万家村、白洋村、复兴村、马乾村、四合村、跃进村、杨庙村、天堂村、白龙村、何家村、东林村、李台村、高升村和羊石村。